# Ie
IE je slovo ili dvoslov ilirske abecede. Označava glas /jeː/.